# أوليغ ديريباسكا
أوليغ فلاديميروفيتش ديريباسكا (الروسية: Олег Владимирович Дерипаска) و (الروسية: Оле́г Влади́мирович Дерипа́ска) وهو رجل أعمال وملياردير روسي ولد في يوم 2 يناير 1968 في مدينة دزيرجينسك في نيجني نوفغورود أوبلاست في جمهورية روسيا السوفيتية الاتحادية الاشتراكية في الإتحاد السوفييتي وهو رئيس مجموعة إي أن وروسال وهي شركة ألمنيوم في العالم وتبلغ ثروته $6.5 مليار دولار أمريكي وهو من أغنى عشرين رجل في روسيا.

## روابط خارجية
- أوليغ ديريباسكا على موقع مونزينجر (الألمانية)